# Hilario Fernández Bujanda
Hilario Fernández Bujanda (14 de enero de 1880- Teruel, 1 de agosto de 1936) fue un militar español, miembro del Cuerpo de Carabineros.

## Biografía
Nacido en 1880, ingresó en la Academia de Infantería de Toledo el 31 de diciembre de 1896. Tras licenciarse, pasó a integrarse en el Cuerpo de Carabineros, donde realizó su carrera profesional. En julio de 1936 ostentaba el rango de coronel y estaba al frente de las fuerzas de carabineros en Valencia. Fernández Bujanda, que se mantuvo fiel a la República, se puso al frente de una columna de 280 guardias civiles y 400 milicianos que pretendía recuperar Teruel. En Sagunto se les unieron otras fuerzas y dirigentes, como el diputado republicano Francisco Casas Sala. Sin embargo, cuando la columna llegó a la altura de La Puebla de Valverde, los guardias civiles se amotinaron e hicieron prisioneros a Fernández Bujanda y Casas Sala, entregándolos posteriormente a las fuerzas sublevadas de Teruel.
Juzgado en Consejo de Guerra, fue condenado a muerte y fusilado junto al diputado Francisco Casas Sala.